# Hans-Dieter Sill
Hans-Dieter Sill (* 4. November 1950 in Anklam) ist ein deutscher Mathematikdidaktiker und emeritierter Hochschullehrer der Universität Rostock.

## Leben
Sill legte 1969 das Abitur an der Erweiterten Oberschule Greifswald ab. Von 1969 bis 1973 studierte er an der Pädagogischen Hochschule Güstrow bis zum Abschluss als Diplomlehrer für Mathematik und Physik mit dem Prädikat „Mit Auszeichnung“. Dann war er dort Forschungsstudent bei Günter Porath bis zur Promotion 1977 zum Dr. rer. nat. mit der Dissertation Über Untersuchungen bei der numerischen Lösung einer linearen Volterraschen Integrodifferentialgleichung, Prädikat „magna cum laude“. Anschließend unterrichtete er bis 1979 Mathematik an der Wilhelm-Pieck-Schule in Güstrow  und war zugleich von 1977 bis 1987 Assistent und Oberassistent in Güstrow. 1986 erfolgte die Habilitation zum Dr. habil. paed. an der PH Güstrow mit der Schrift Zur Bestimmung der Funktionen, Ziele und Inhalte fakultativer mathematischer Kurse in den Klassen 9 und 10, worauf er 1986 er die Lehrbefugnis zur Methodik des Mathematikunterrichts erhielt. 1987 wurde er zum Hochschullehrer für Methodik des Mathematikunterrichts berufen. Nach der Wende wurde er 1992 zum ordentlichen Universitätsprofessor für Didaktik der Mathematik an der Universität Rostock berufen. 2016 trat er in den Ruhestand.
Von 1999 bis 2002 war Sill im Beirat der Gesellschaft für Didaktik der Mathematik. Sill verteidigt die Ergebnisse der in der DDR betriebenen Mathematikdidaktik, die er für schulbezogener hält als die parallele Forschung in der BRD. Er kritisiert die aktuellen Bildungsstandards für Mathematik der KMK. Sill hat ein Curriculum zur Einführung von Stochastik in der Primarstufe entworfen. Seit 2019 ist er Mitglied der Leibniz-Sozietät.
Im Ruhestand beschäftigt er sich mit grundlegenden philosophischen Problemen.
Sill war bis Juni 2024 Mitglied der Linken und im Parteivorstand des Landkreises Rostock. Er engagiert sich gegen die deutsche Regierungsposition zum russischen Überfall auf die Ukraine.

## Schriften
- PISA und die Bildungsstandards. In: Jahnke, Thomas; Meyerhöfer, W. (Hrsg.): Pisa & Co – Kritik eines Programms. Hildesheim: Franzbecker 2006, S. 293–330. ISBN 978-3-88120-428-6.
- mit Sikora, Christine: Leistungserhebungen im Mathematikunterricht. Theoretische und empirische Studien. Hildesheim: Franzbecker 2007. ISBN 978-3-88120-445-3.
- Kritik und Perspektiven der aktuellen Bildungsstandards für den Mittleren Abschluss im Fach Mathematik. In: Gehrmann, Axel (Hrsg.) (2010): Bildungsstandards und Kompetenzmodelle. Beiträge zu einer aktuellen Diskussion über Schule, Lehrerbildung und Unterricht. Bad Heilbrunn: Klinkhardt, S. 159–169.
- Zur Modellierung zufälliger Erscheinungen. In: Stochastik in der Schule 30 (2010) 3, S. 2–13.
- mit Krüger, Katja und Sikora, Christine: Didaktik der Stochastik in der Sekundarstufe I, Berlin 2015, ISBN 978-3-662-43354-6
- Grundkurs Mathematikdidaktik, Paderborn 2019, ISBN 978-3-8252-5008-9.
- Didaktik der Stochastik in der Primarstufe, Berlin 2019, ISBN 978-3-662-59267-0.
- Autorenkollektiv: Duden Basiswissen Schule – Mathematik 5. bis 10. Klasse, 7. Auflage, Berlin: Dudenverlag 2021. ISBN 978-3-411-71045-4.